# Nicola Buschi
Nicolas Buschi (23 octobre 1732 à Césène - 23 septembre 1813) était un clerc catholique italien et évêque de Ferentino (en).

## Biographie
Nicola Buschi est né le 23 octobre 1732 à Cesena dans une famille noble. Il étudia le droit romain et le droit canonique et obtint son doctorat en utroque jure à l'âge de vingt ans, le 6 avril 1752, à l'université de Fermo. Après avoir également terminé ses études philosophiques et théologiques, il fut ordonné prêtre le 26 octobre 1766. Le 11 avril 1785, il fut nommé chanoine de la basilique du Latran à Rome et archevêque titulaire d'Éphèse (de). La consécration épiscopale lui fut conférée le 24 avril de la même année par le cardinal-évêque de Porto e Santa Rufina, Carlo Rezzonico ; les co-consécrateurs étaient les archevêques de Curie Orazio Mattei et Giovanni Francesco Guidi di Bagno-Talenti.
Le 15 février 1786, le pape Pie VI le nomma prélat domestique et assistant pontifical du trône et, le 11 août 1800, il fut transféré avec le titre personnel d'archevêque de la Curie (il était secrétaire de la Congrégation pour les religions) au siège épiscopal de Ferentino, où il mourut le 23 septembre 1813, à l'âge de plus de 80 ans.
Il fut co-consécrateur de 90 ordinations épiscopales (dont celle du futur pape Pie VIII, Francesco Saverio Castiglioni, le 17 août 1800). Il fut enterré dans la cathédrale de Ferentino.